# Robyn Denny
 Edward Maurice Fitzgerald Denny  (* 3. Oktober 1930 in Abinger, Surrey, England; † 20. Mai 2014) besser bekannt unter seinem Pseudonym Robyn Denny, war ein britischer Maler und Grafiker. Er gehörte zu der legendären Gruppe von britischen Künstlern, die der britischen Kunst in den späten 1950er Jahren einen internationalen Rang verschaffte. Er studierte am Royal College of Art Mitte der 1950er Jahre, in einer Generation, die, inspiriert vom Abstrakten Expressionismus, US-amerikanischen Filmen, der populären Kultur und der städtischen Moderne, nur die abstrakte Malerei als den einzig denkbaren künstlerischen Weg anerkannte. Er gehörte zu den Vertretern der Hard-Edge-Malerei.

## Leben und Werk
Von 1950 bis 1954 studierte er in Paris und an der St. Martin’s School of Art in London, gefolgt von zwei Jahren Dienst in der Royal Navy. Nach seinem Abschluss am Royal College of Art im Jahr 1957 erhielt er ein Stipendium für ein Studium in Italien, war Gastdozent an der Hammersmith School of Art, an der Slade School of Art und an der Bath Academy of Art in Corsham.
Zu seiner künstlerischen Karriere gehörte die Teilnahme an wegweisenden Ausstellungen in ganz Europa und den Vereinigten Staaten. Dazu gehörten eine Retrospektive in der Tate Gallery (1973); ‘Place’ (Institute of Contemporary Arts, London, 1959); ‘Situation’ (RBA Galleries, London, 1960); die Teilnahme an der documenta III 1964 in Kassel in der Abteilung „Aspekte 1964“; ‘London: the New Scene’ (Walker Art Gallery, Liverpool, Minneapolis und die North American Tour, 1965); Biennale von Venedig, 1966 und ‘The Sixties Art Scene in London’ (Barbican Art Gallery, London, 1993).
Im Jahr 1981 ging Denny nach Los Angeles und kehrte erst in den 1990er Jahren nach London zurück. In Kalifornien fand er ein kongeniales städtisches Umfeld und ein natürliches Licht für seine Kunst, einschließlich des berüchtigten Smogs, was ihm die Entwicklung einer neuen künstlerischen Ästhetik ermöglichte.
Seine Arbeiten sind Bestandteil vieler öffentlicher und privater Sammlungen, unter anderem der Daimler Chrysler Collection, Berlin; der Tate Gallery, London; des Victoria and Albert Museum, London; des Museum of Modern Art, New York City; der Chase Manhattan Bank, New York; der Phillips Collection, Washington, D.C.; des Walker Art Center, Minneapolis oder der National Gallery of Australia, Sydney. Grafiken befinden sich zudem an der U-Bahn-Station Embankment in London.